# 92 FM (Criciúma)
92 FM é uma estação de rádio brasileira sediada em Criciúma e outorgada em Araranguá, no estado de Santa Catarina. Opera no dial FM 92.5 MHz.

## História
A Rede Transamérica tem passagem pela frequência desde 1996 quando era afiliada a Transamérica FM. Em 1999 acompanhou a transição da FM para a vertente Pop e foi afiliada até 2001, quando assumiu afiliação com a Transamérica Hits. Em 2019 devido a unificação da rede, a emissora decidiu encerrar a afiliação com a portadora Hits  e passou a adotar o formato jovem/adulto da rede.
Em 21 de dezembro de 2020, a emissora deixou de transmitir a Rede Transamérica e passou a ser uma rádio independente, adotando o nome de 92 FM.